# Psephis de Lumbarda
La Psephis de Lumbarda est une stèle découverte près de Lumbarda. Elle décrit la fondation de ville par les Grecs au IVe siècle av. J.-C. L'épigraphe commente le contrat signé, au préalable, entre les colons grecs venant de l'île d'Issa ou Isa (Vis) et les chefs insulaires illyriens, les engageant tous à une fidélité inconditionnelle. Les inscriptions prennent fin avec l'énumération du nom des 200 familles de colons.
Aujourd'hui, on peut la voir dans le musée de la ville de Korčula. 